# Empis otakouensis
Empis otakouensis är en tvåvingeart som beskrevs av Miller 1910. Empis otakouensis ingår i släktet Empis och familjen dansflugor. Inga underarter finns listade i Catalogue of Life.